# Románico gallego

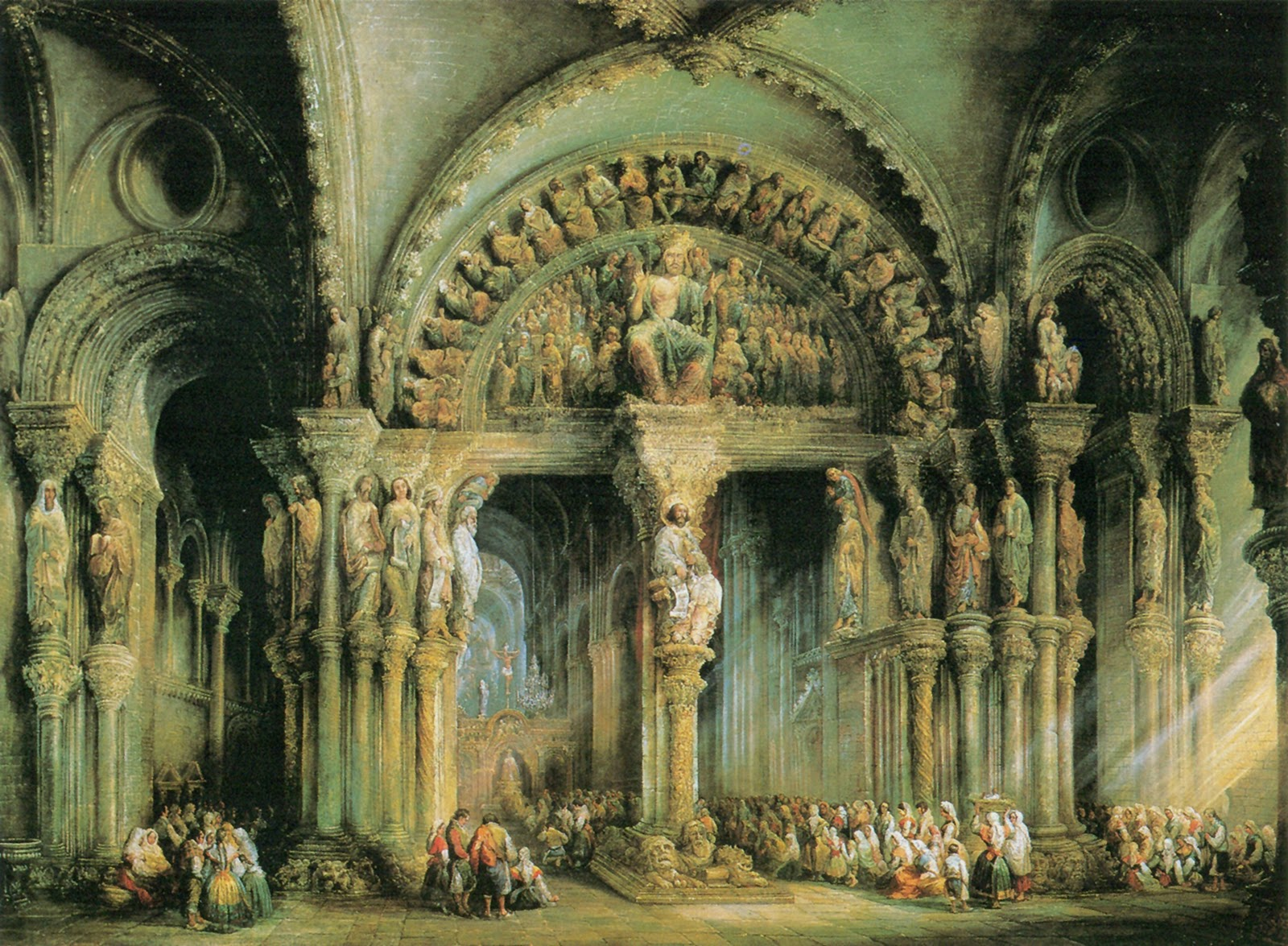
Pórtico de la Gloria, interpretación artística de Jenaro Pérez Villaamil, 1849.

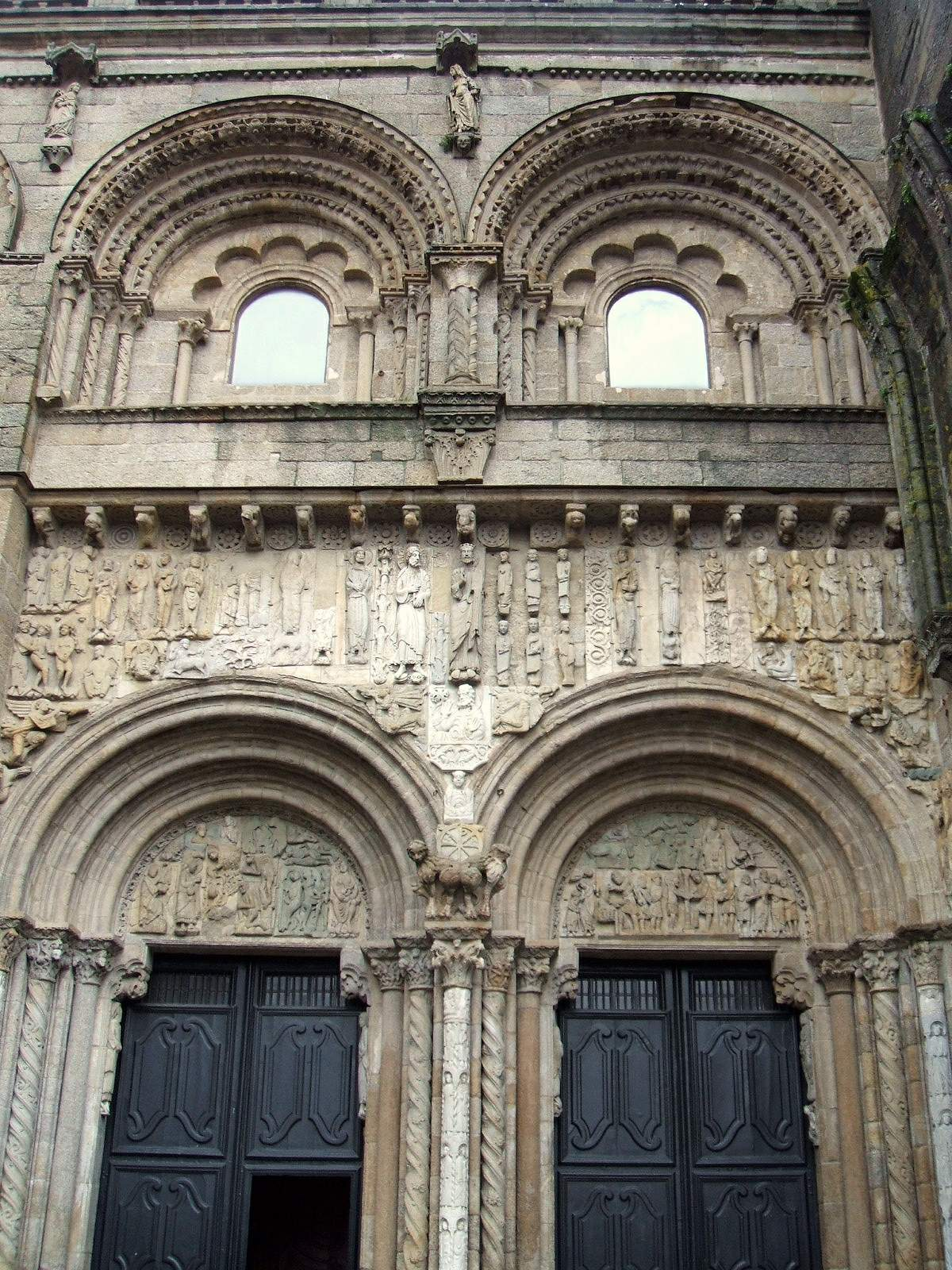
Puerta de Platerías.

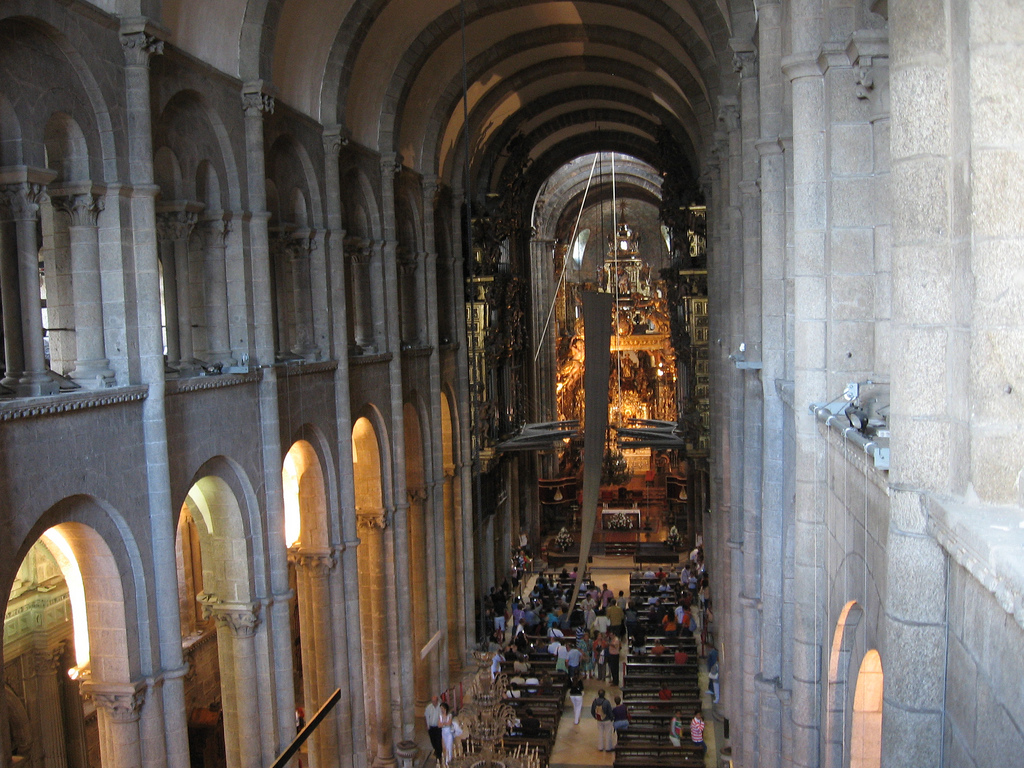
Nave central de la Catedral de Santiago de Compostela.

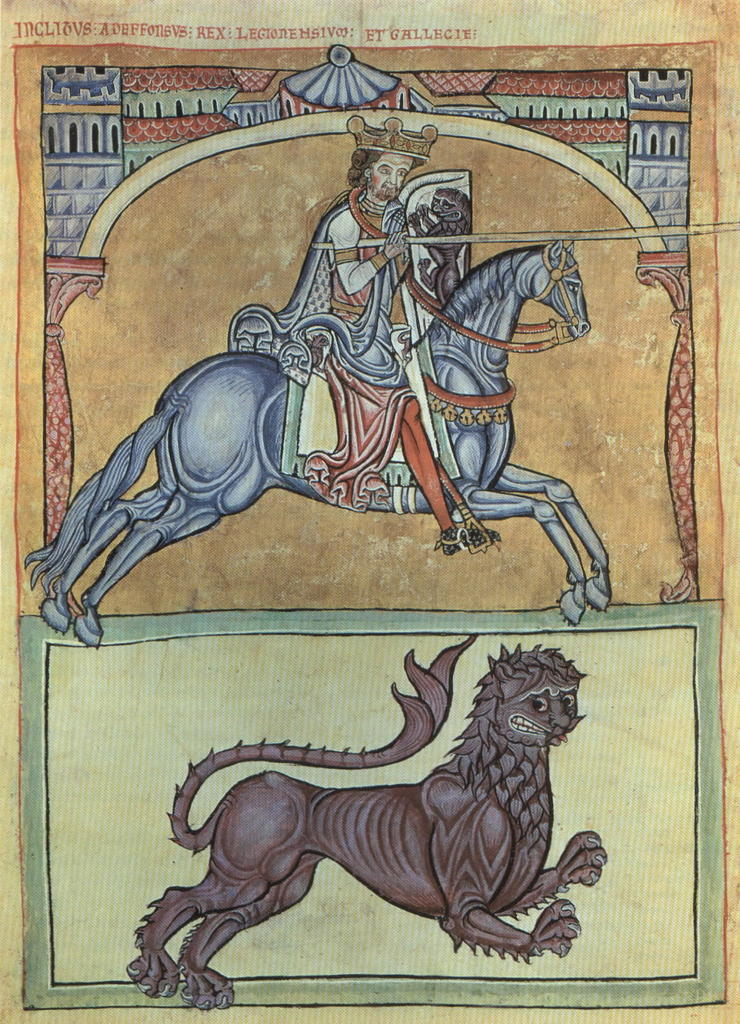
En el Tumbo A (uno de los Tumbos de Compostela) se conservan unos retratos idealizados de los reyes de León y Galicia, datados en distintas fechas del. Este corresponde a Alfonso IX: ADEFONSUS REX LEGIONENSIUM ET GALLECIE ("Alfonso, rey de los leoneses y de Galicia").

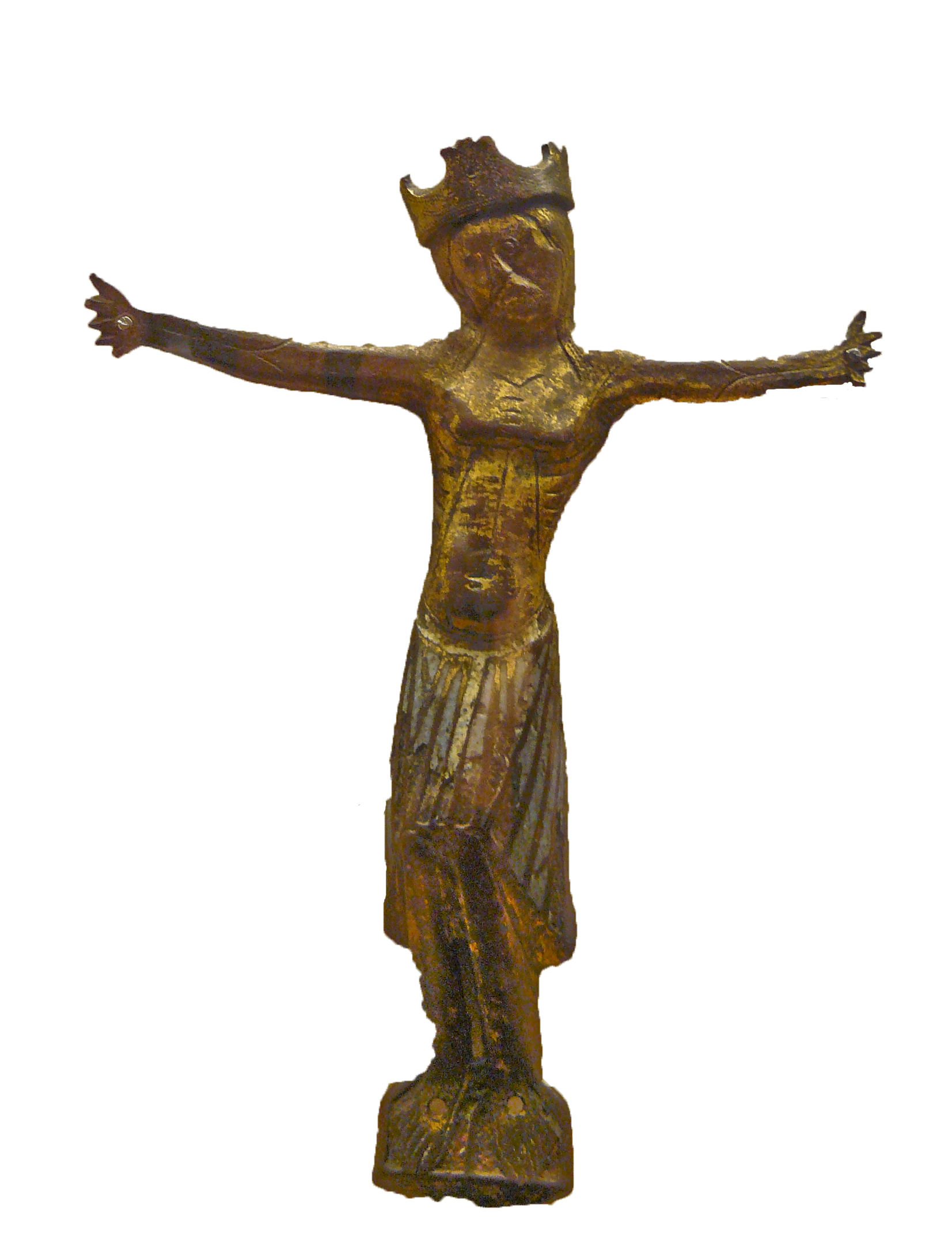
Cristo crucificado de Razamonde (Cenlle).

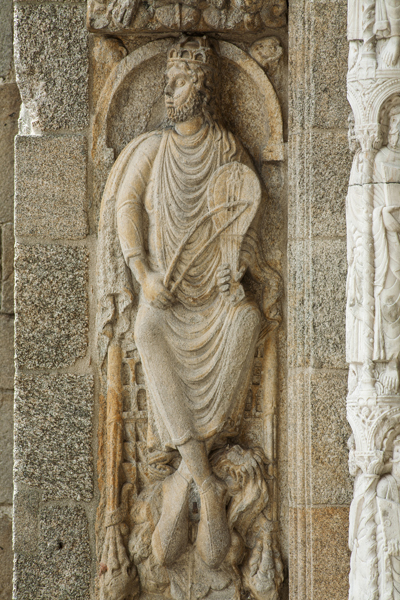
Rey David en la fachada de las Platerías de Santiago.

Románico gallego es una subdivisión del arte románico que se centra en el territorio noroccidental del reino de León, que en la época (siglos XI y XII) se constituyó episódicamente en reino de Galicia y terminó fusionándose definitivamente con la corona de Castilla (a efectos institucionales, suele equipararse al territorio de la actual comunidad autónoma de Galicia). Estilísticamente, comparte sus rasgos esenciales con el románico castellano y leonés, así como con el resto de las subvisiones locales del románico en los reinos hispano-cristianos. La mayor identidad la presenta con el románico asturiano, con el que comparte una primera fase en la que fue determinante la tradición del prerrománico local, denominado genéricamente arte asturiano (independientemente de su ubicación en una u otra comunidad autónoma actual).
En esa primera fase, en torno al siglo XI, se mantiene la planimetría prerrománica, introduciéndose elementos identificables como románicos en la escultura y decoración arquitectónica. Simultáneamente, se introduce el Románico lombardo o primer Románico, identificable en ejemplos aislados, como San Martiño de Mondoñedo o San Juan de Vilanova.

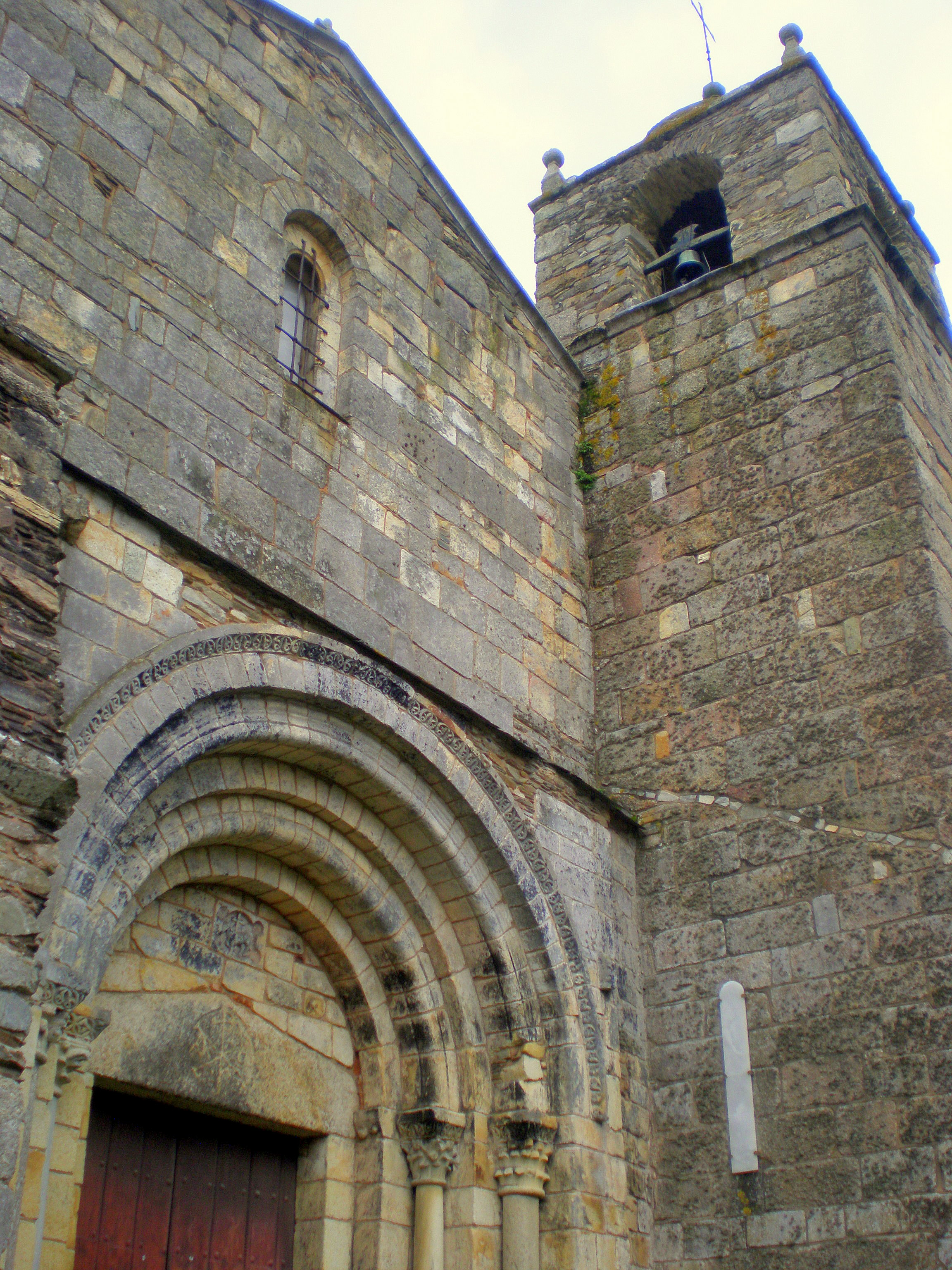
San Martiño de Mondoñedo.
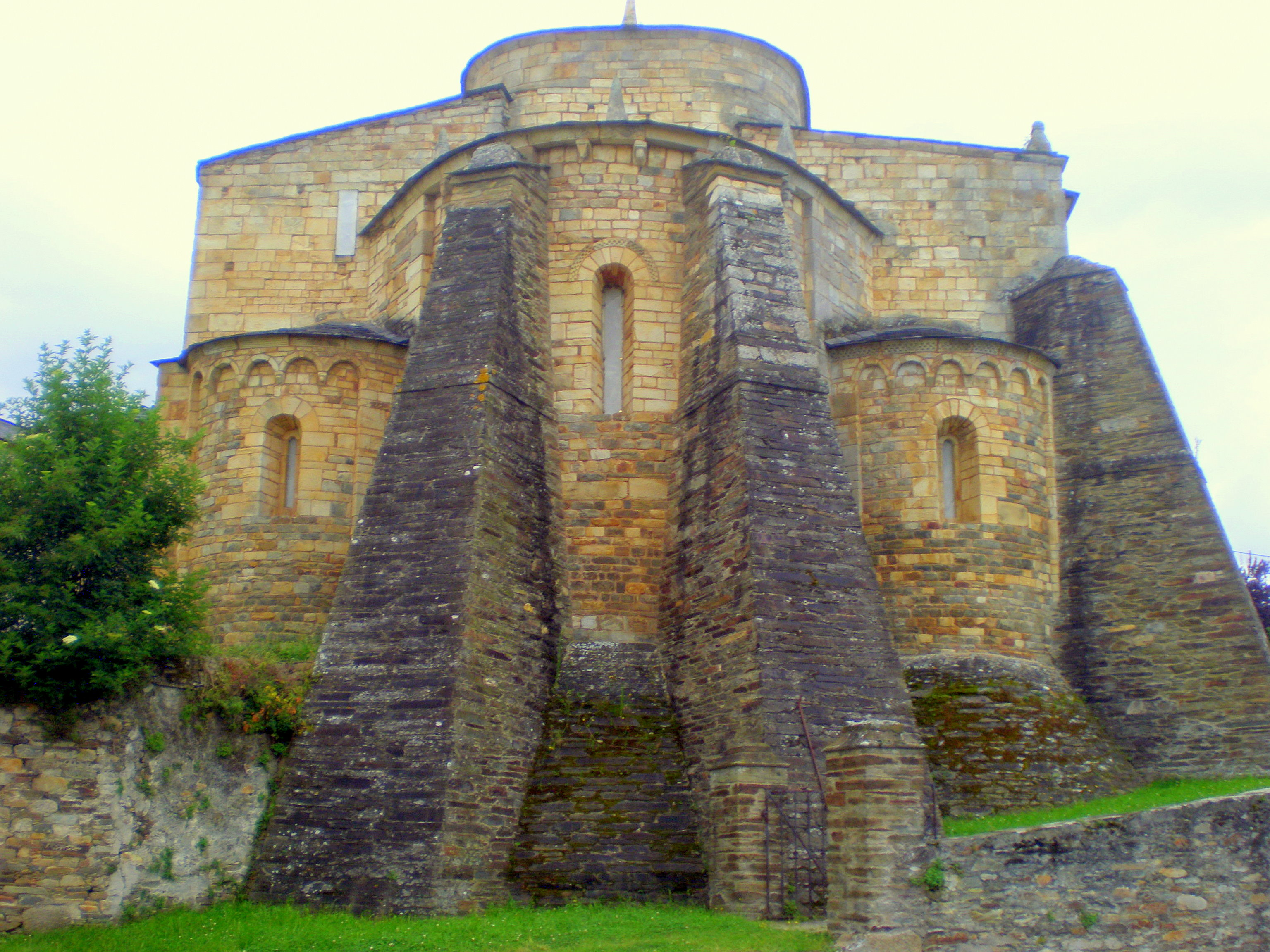
San Martiño de Mondoñedo.

La fase central del Románico en Galicia ha recibido la denominación de Románico compostelano dada la indiscutible centralidad cultural del programa artístico en torno a la Catedral de Santiago de Compostela. Numerosas construcciones rurales, menos ambiciosas (Aguasantas, A Mezquita) reproducen o imitan elementos como el falso triforio (resultante en un doble piso o tribuna que no lleva suelo, a diferencia del modelo imitado).
A comienzos del siglo XII se realizó la primitiva decoración escultórica de la Puerta de las Platerías (afectada por la revuelta contra el obispo Gelmírez -1117-); mientras que a finales del siglo XII se desarrollaron los trabajos del Maestro Mateo, del que destaca el programa escultórico del Pórtico de la Gloria. Su repercusión puede verse en la difusión de las portadas monumentales (San Esteban de Ribas de Miño).

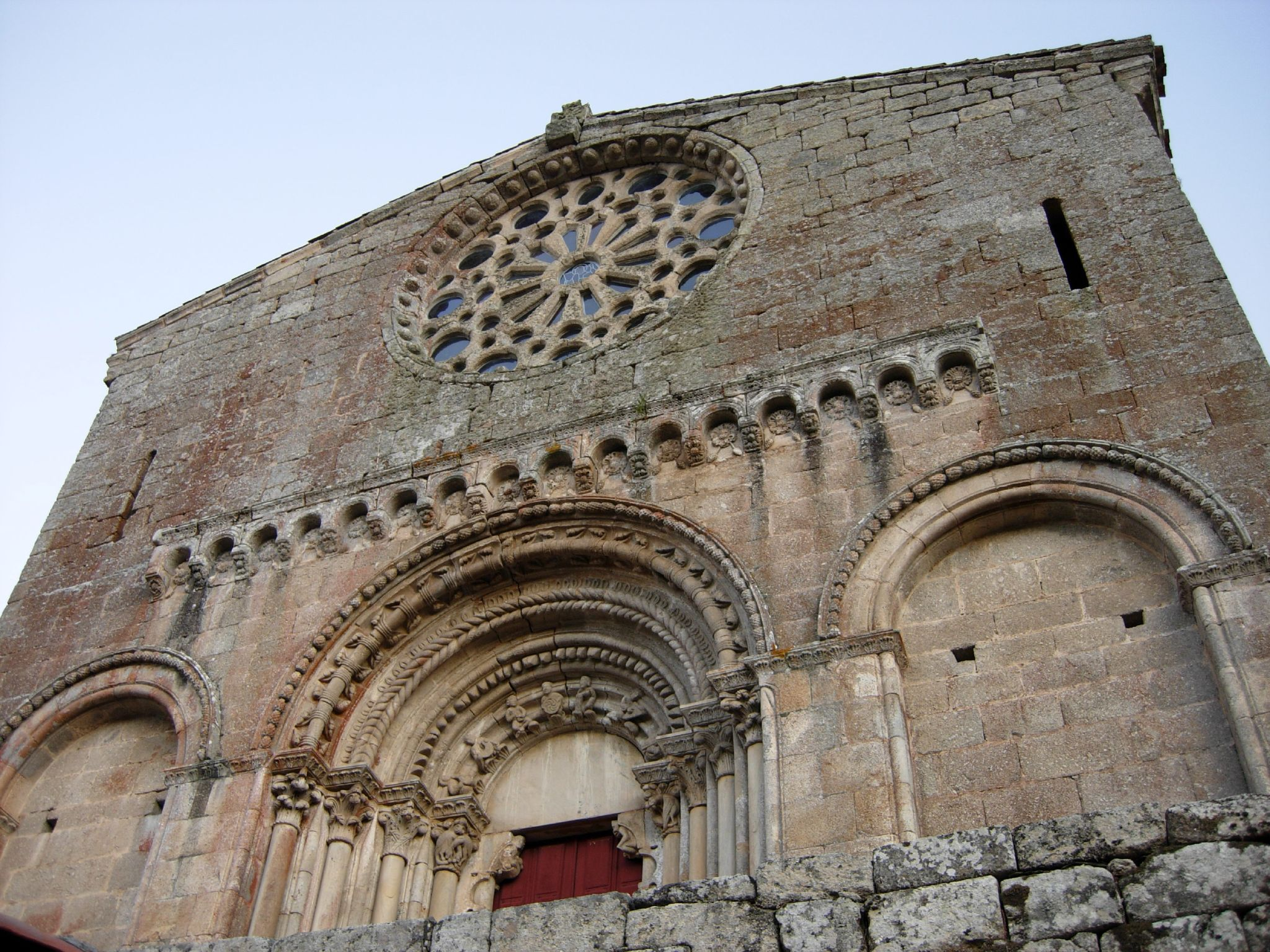
San Esteban de Ribas de Miño.
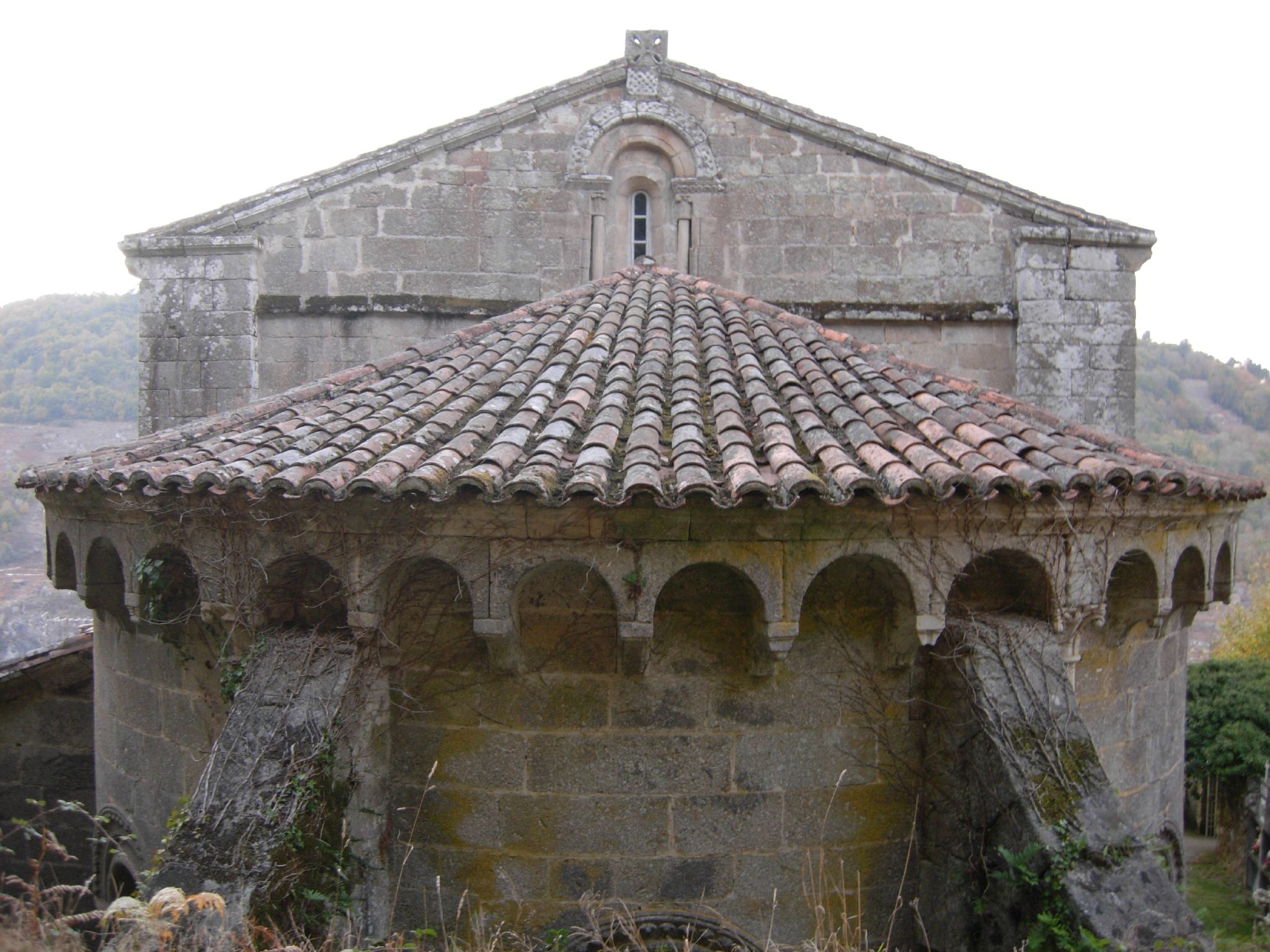
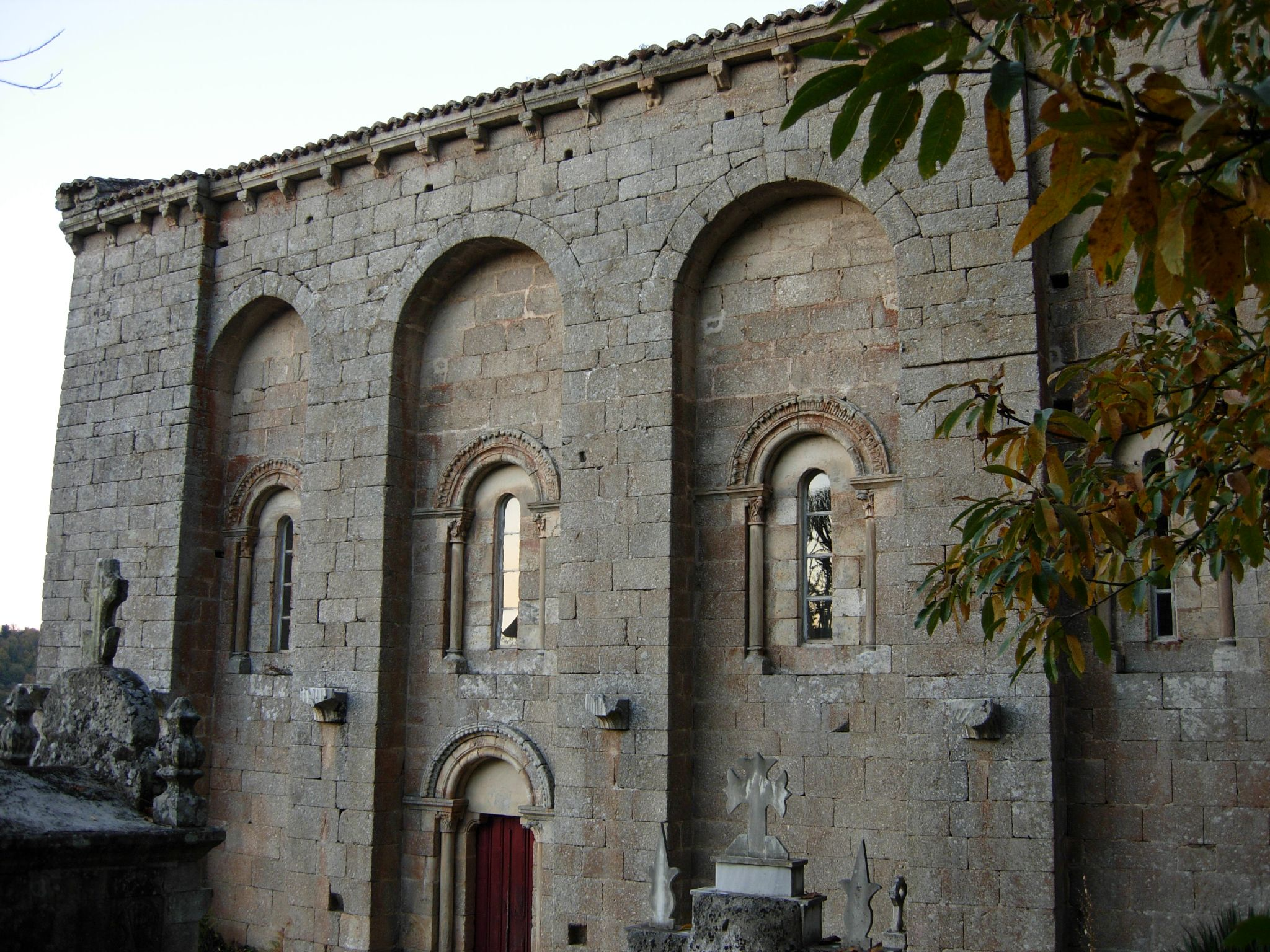
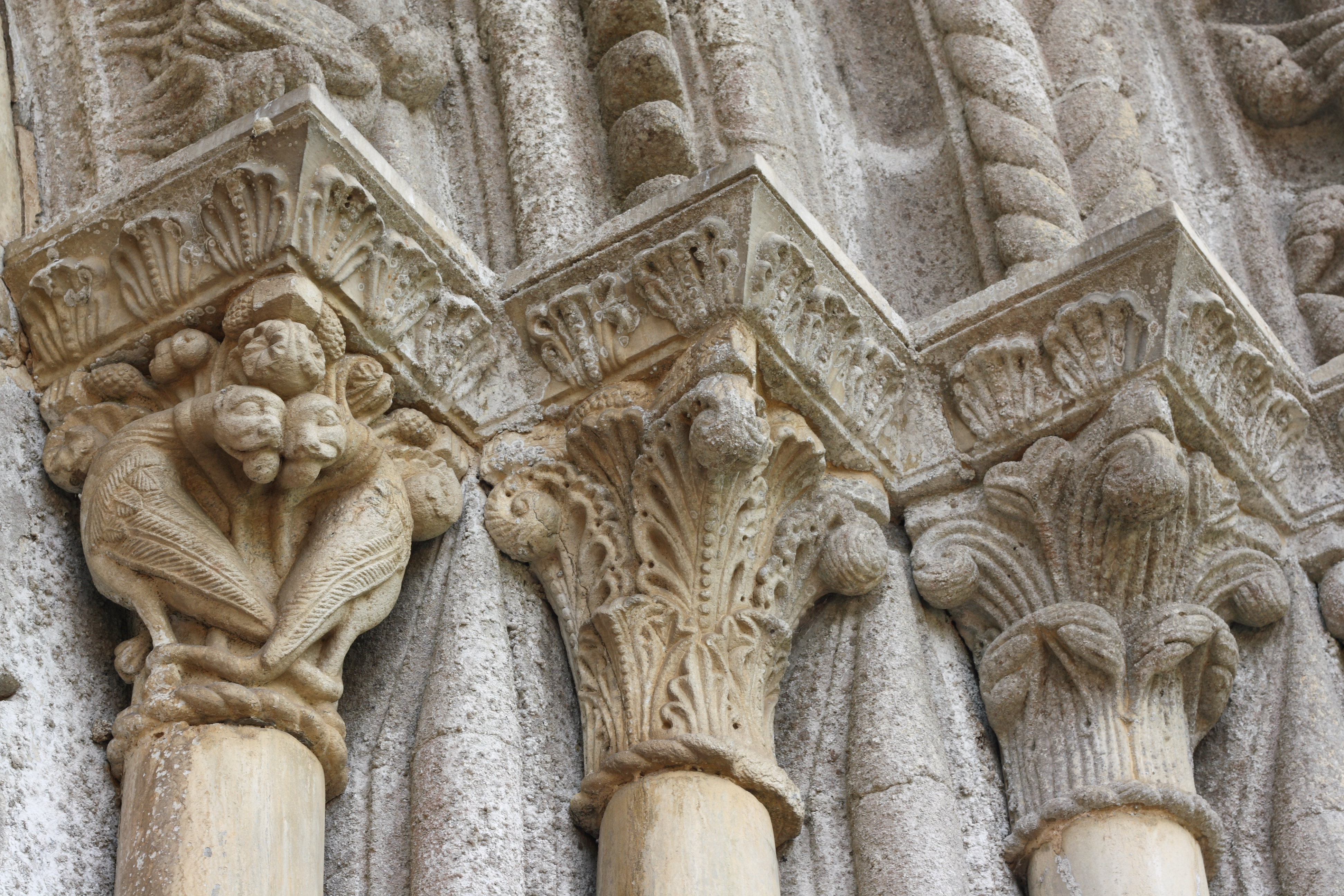

Son numerosísimos los monasterios dispersos por toda Galicia (Monasterio de Armenteira, Monasterio de Dozón, Monasterio de Caaveiro). La segunda mitad del siglo XII y la primera del XIII significó la llegada del arte cisterciense, que se difundió la simplicidad decorativa, pureza de líneas y espacios y peculiar tratamiento de la luz propia de los monasterios de la Orden del Císter (Monasterio de Santa María de Sobrado).

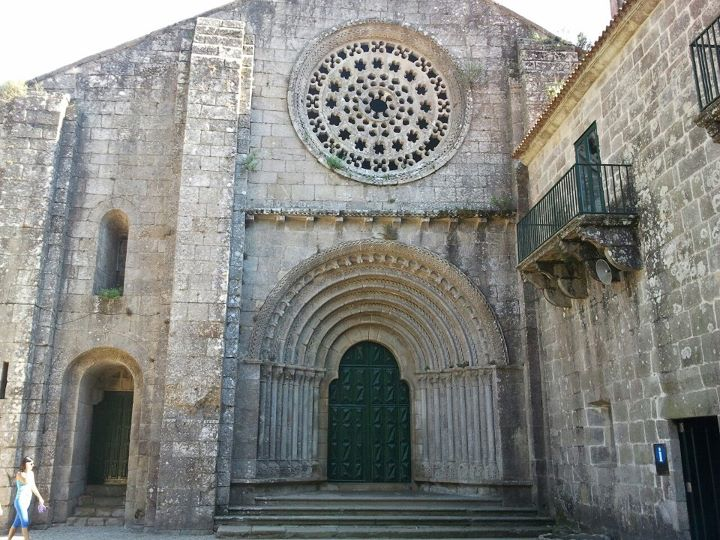
Monasterio de Armenteira.
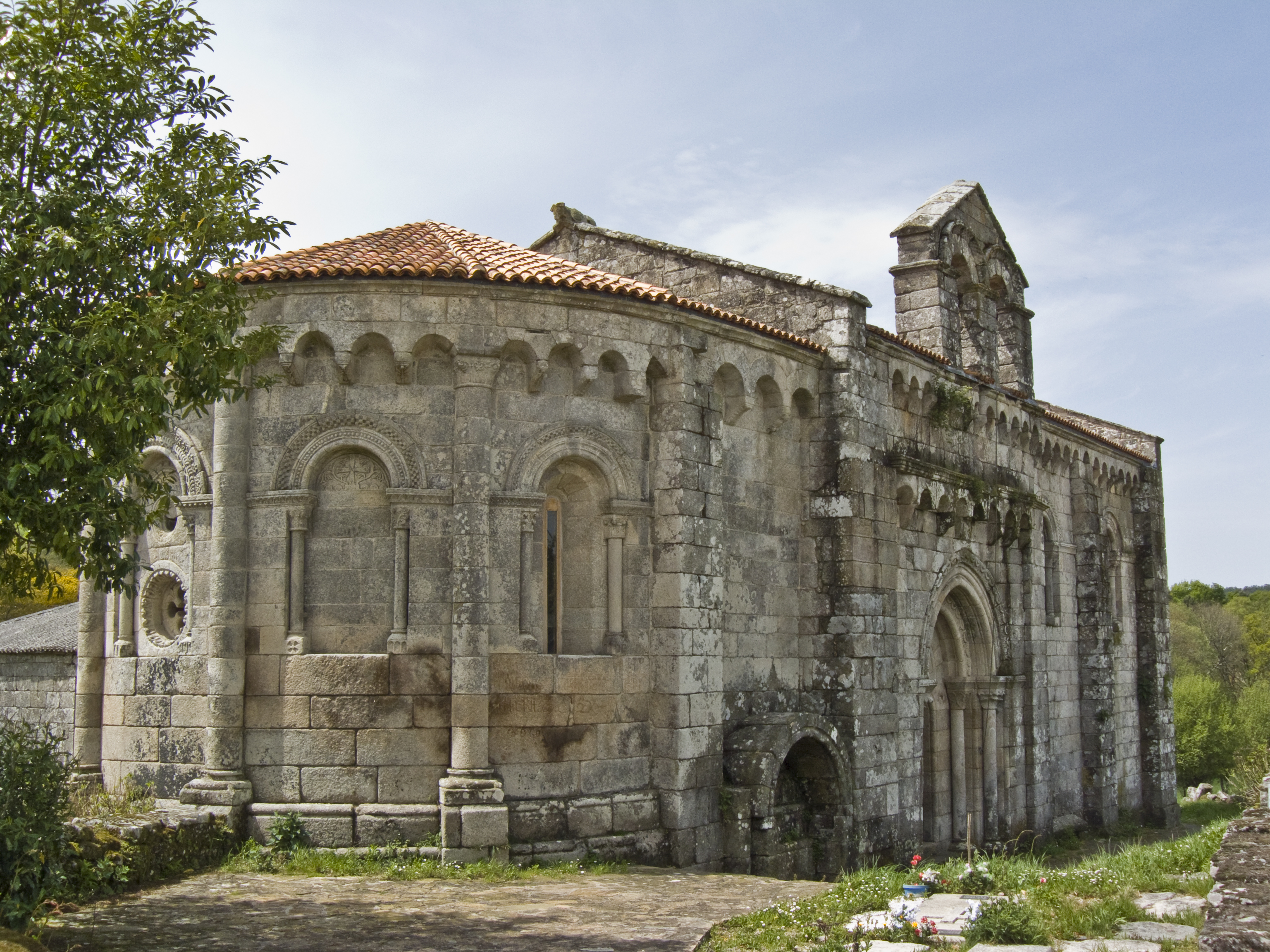
San Pedro de Dozón.

Otros: Colegiata de Santa María de Sar, San Miguel de Breamo (Puentedeume), San Nicolás de Portomarín, Iglesia de Santa María de Cambre, Colegiata de Santa María del Campo, etc.

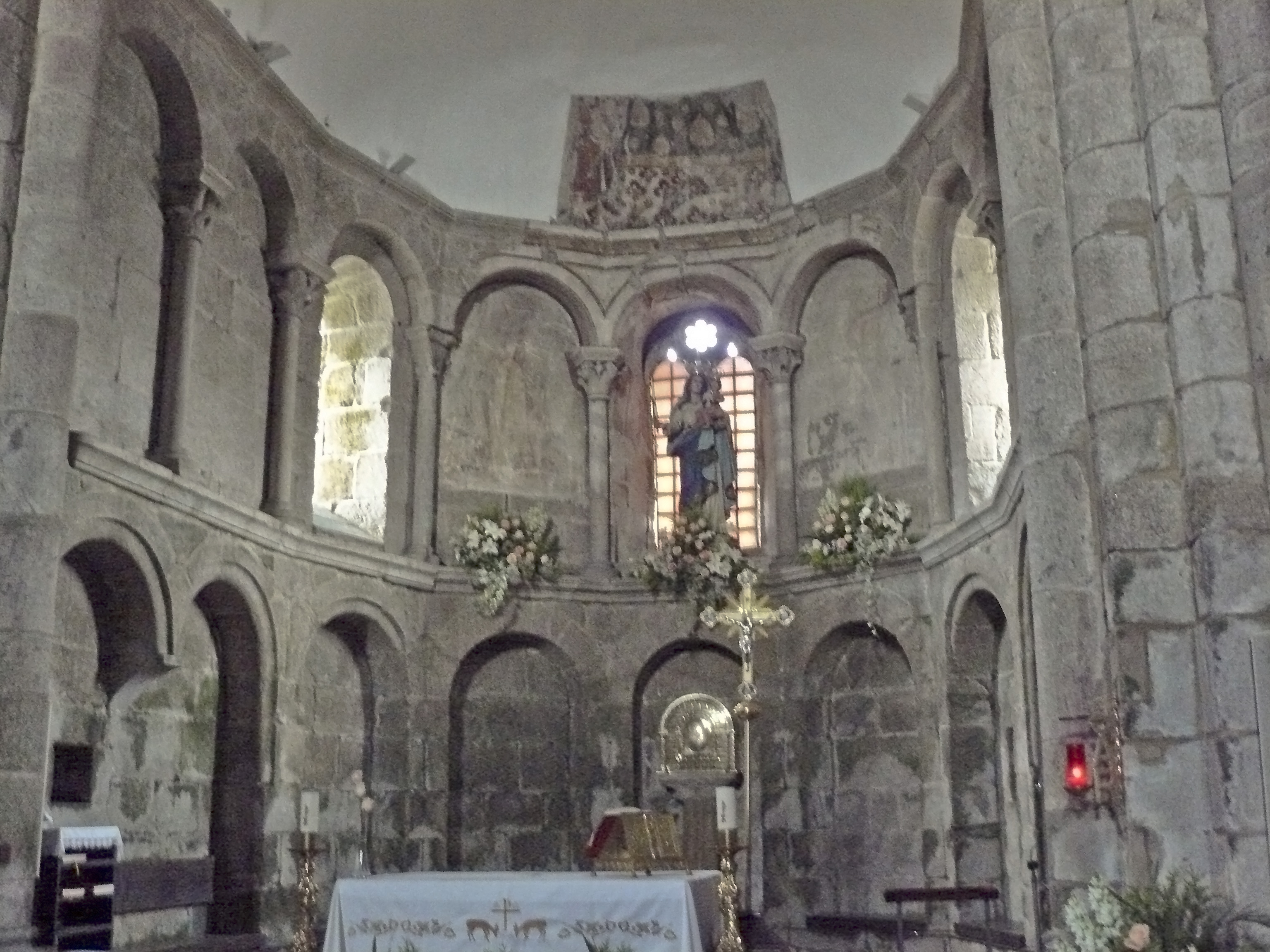
Interior del ábside de la Colegiata de Santa María de Sar.
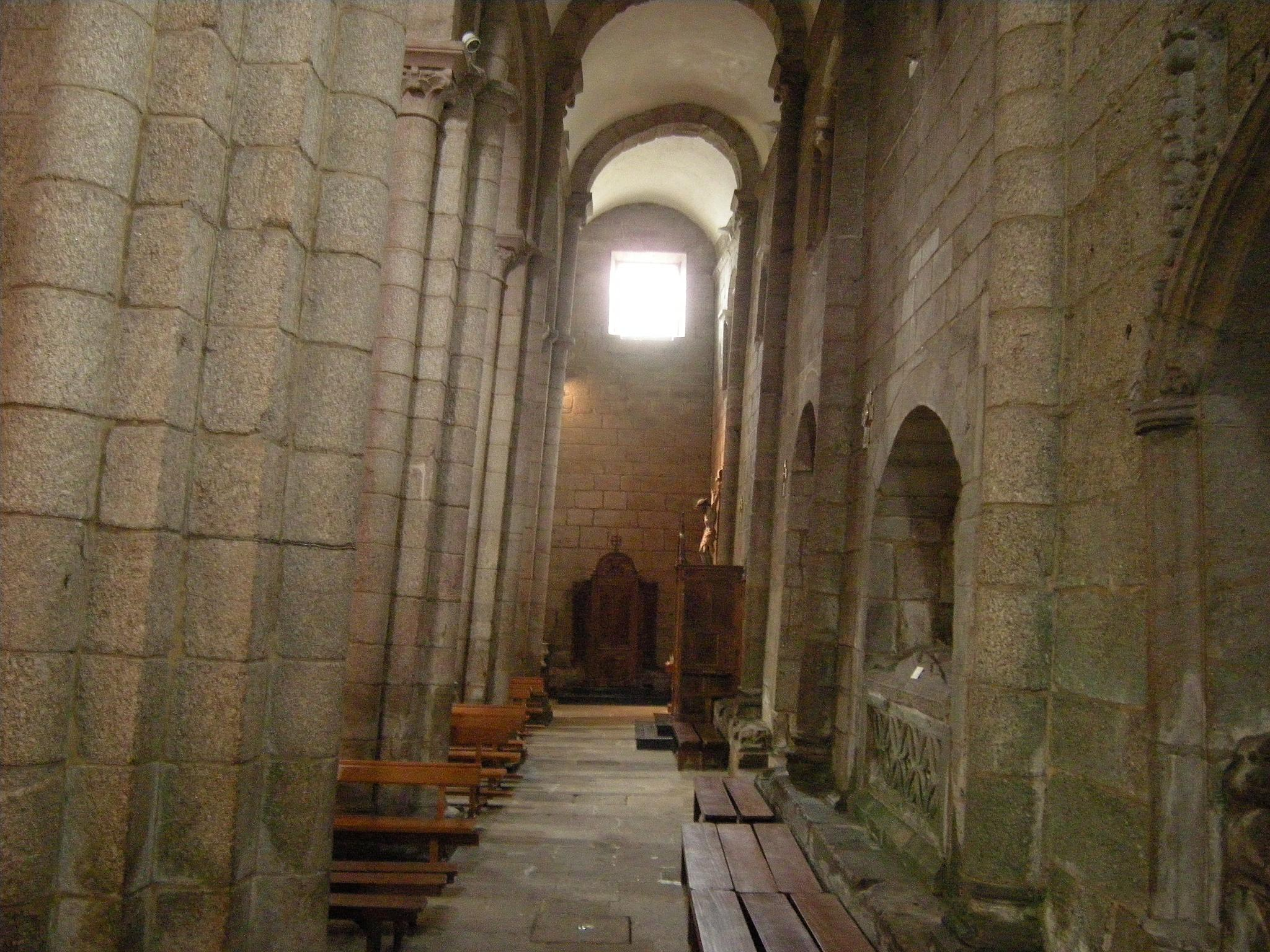
Nave lateral de Santa María de Sar (se observa el desplazamiento de los pilares por el empuje de las bóvedas).
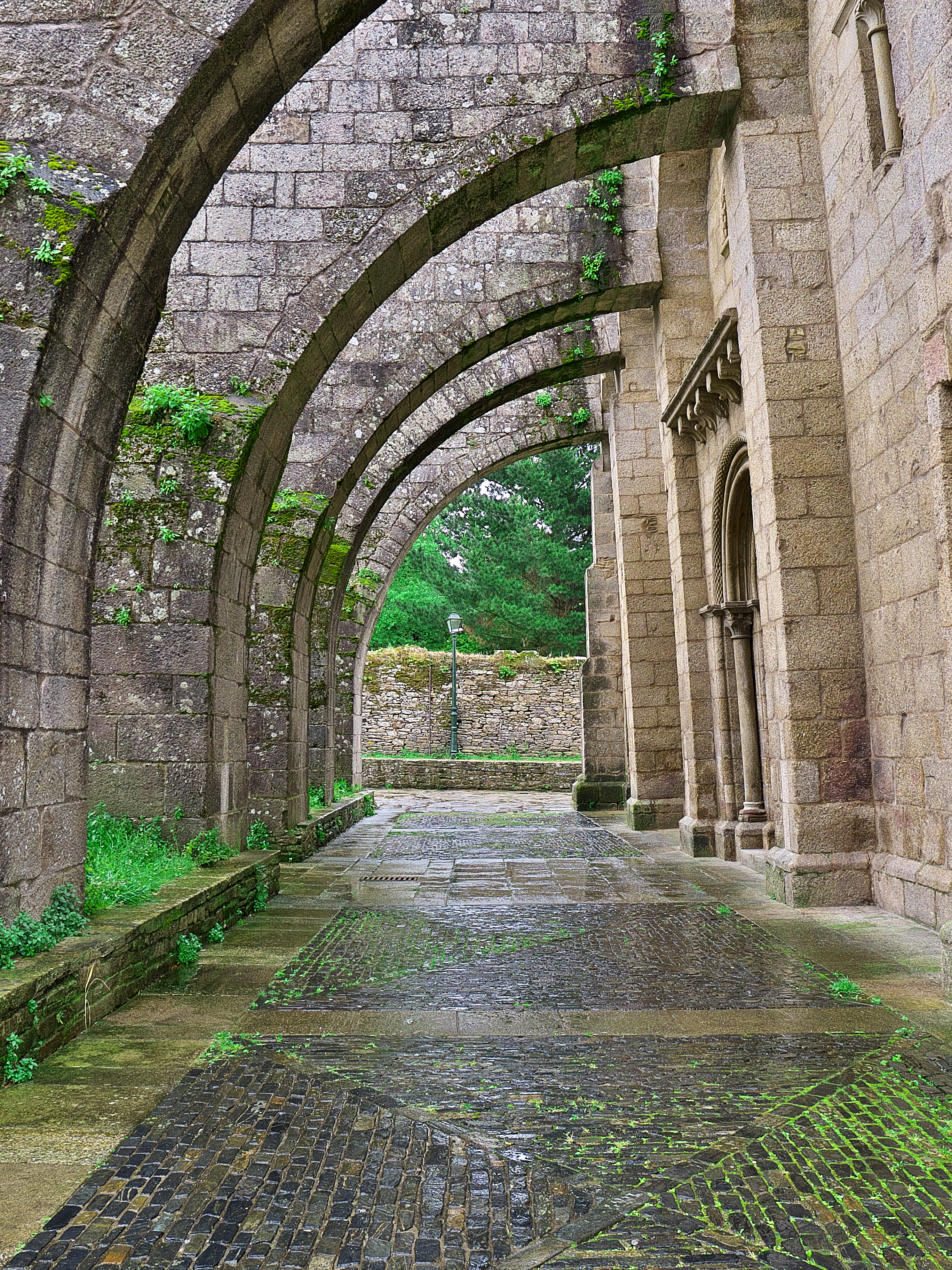
Arbotantes exteriores de Santa María de Sar (apoyos añadidos para compensar el empuje y evitar mayores desplazamientos).
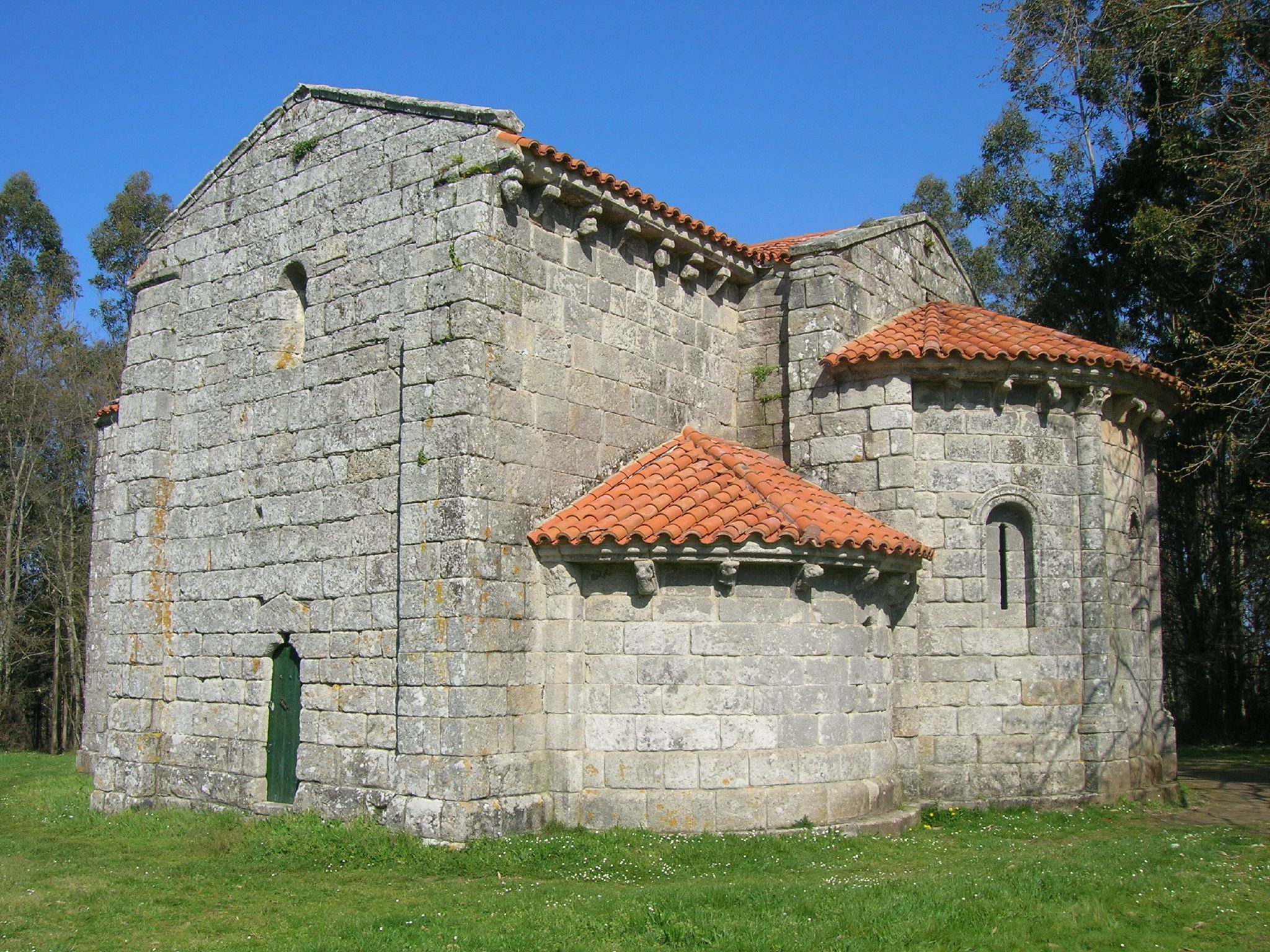
San Miguel de Breamo.
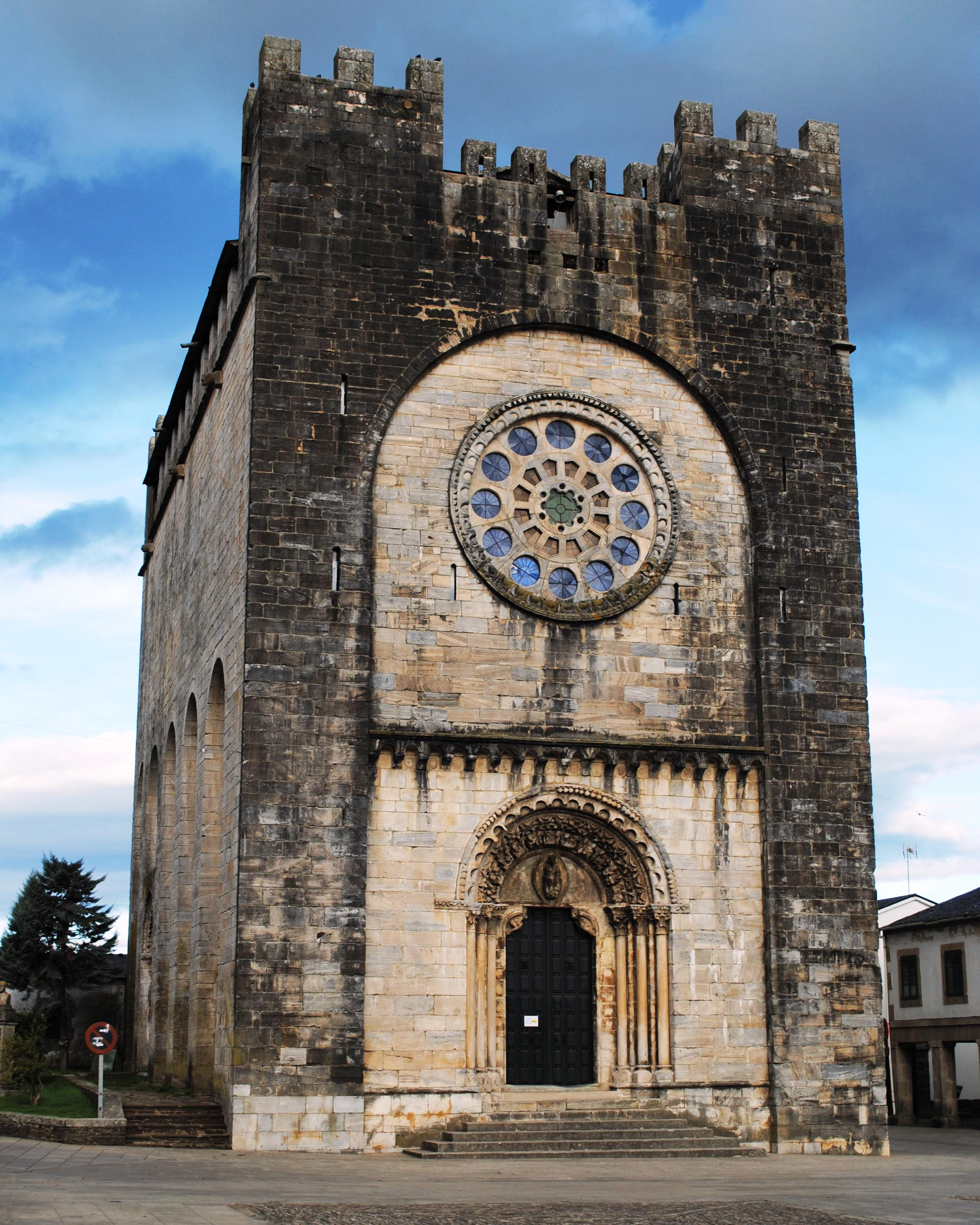
San Nicolás de Portomarín.
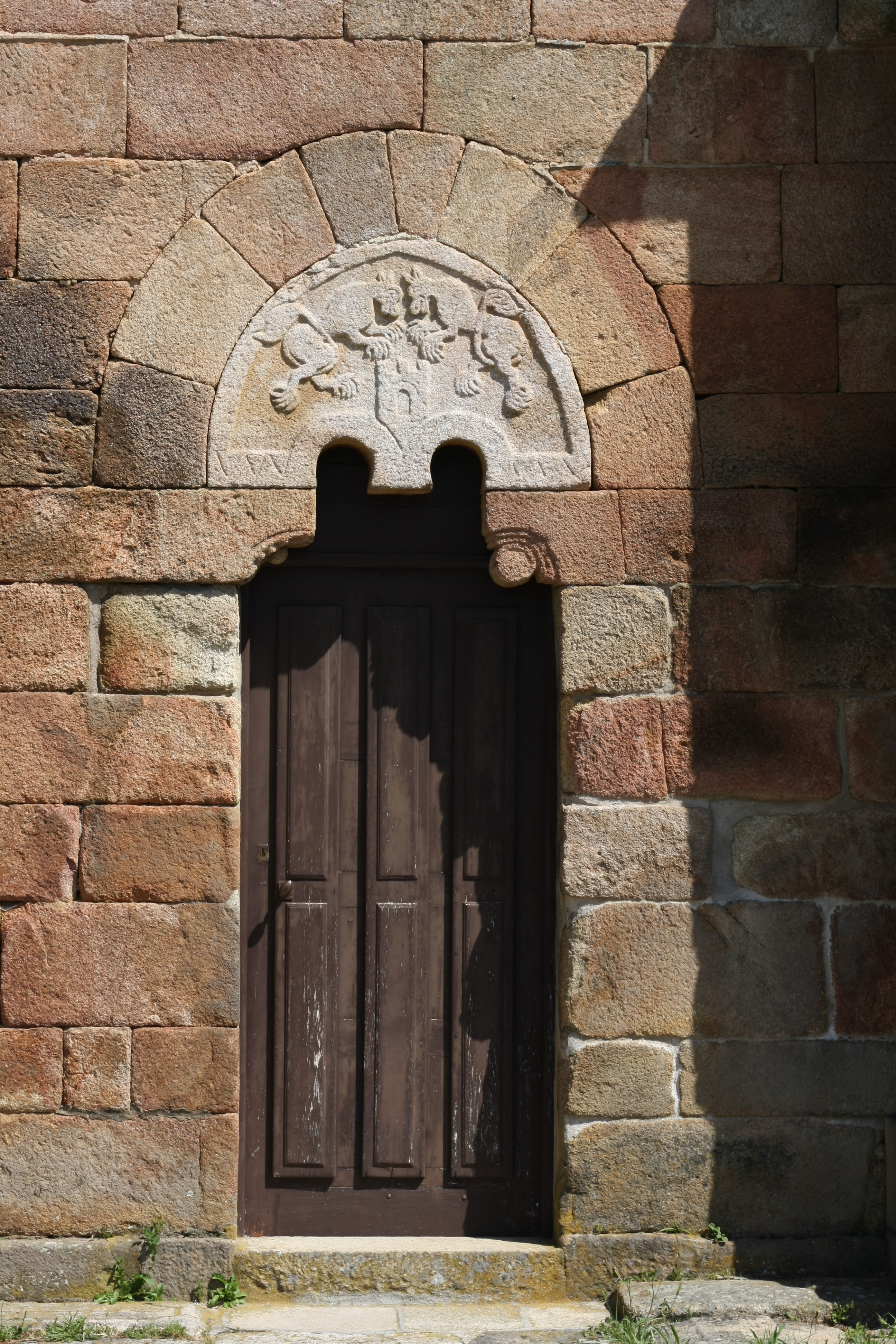
San Pedro de A Mezquita.
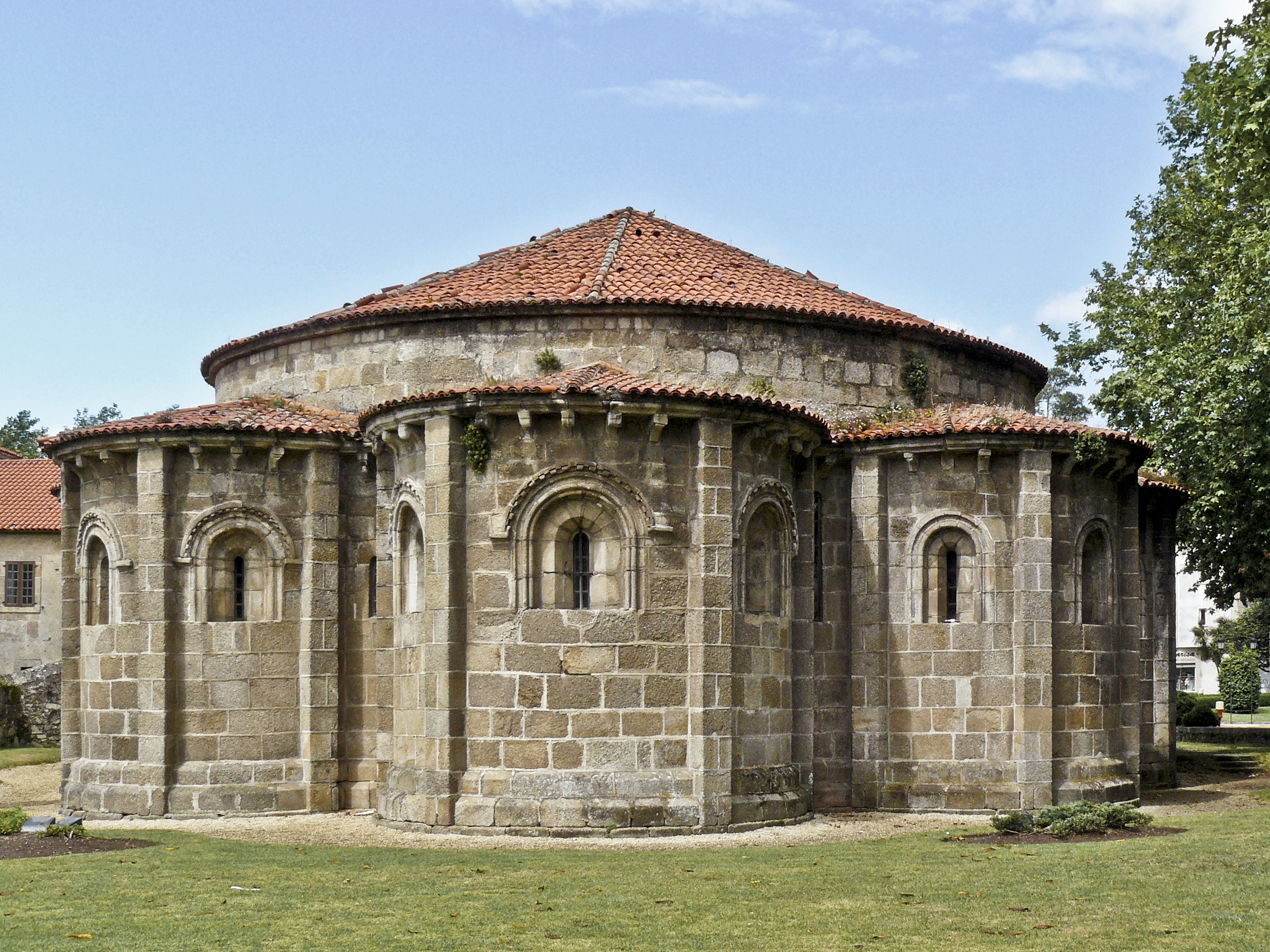
Iglesia de Santa María de Cambre.
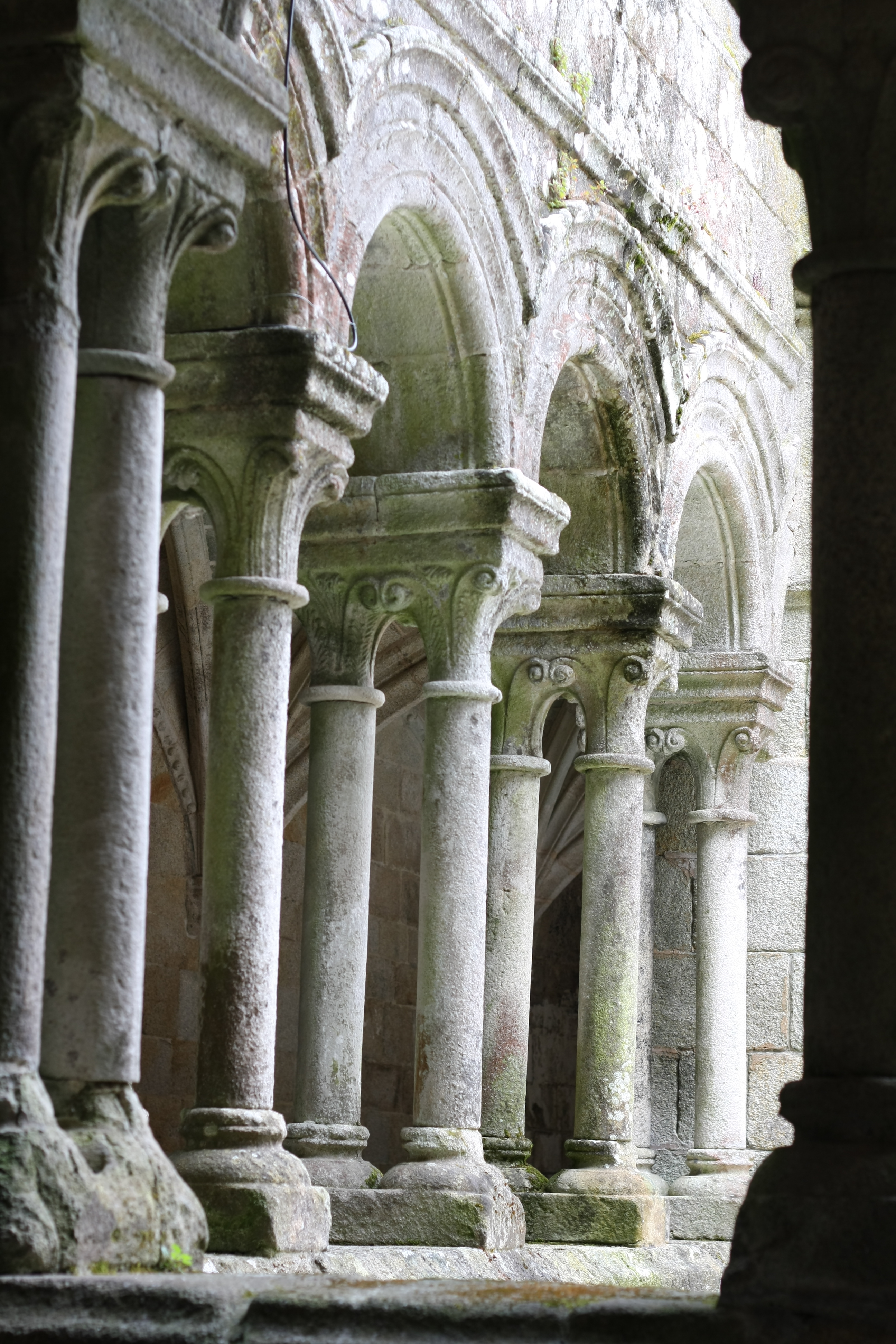
Claustro de San Esteban de Ribas de Sil.
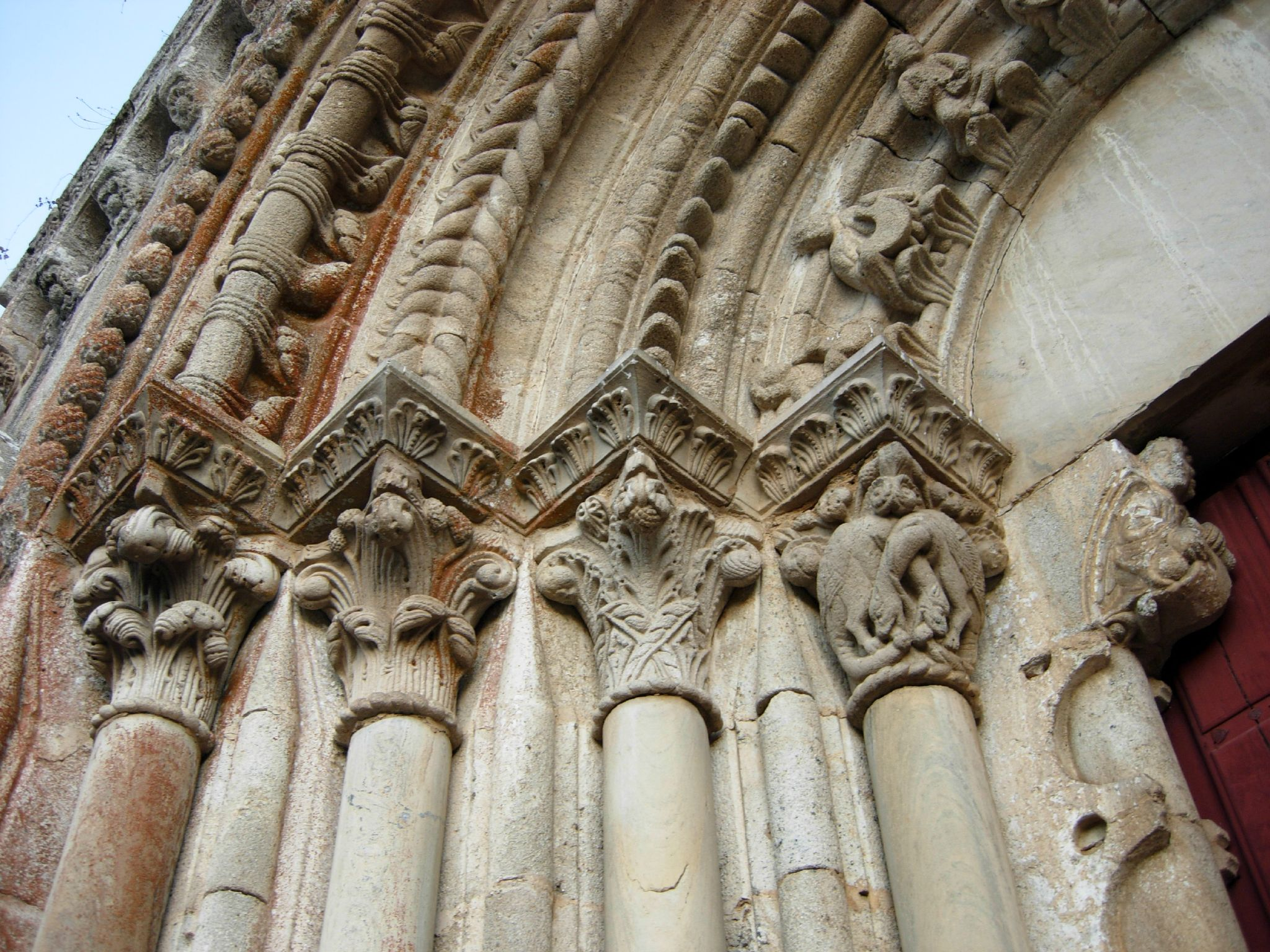
San Esteban de Ribas de Miño.
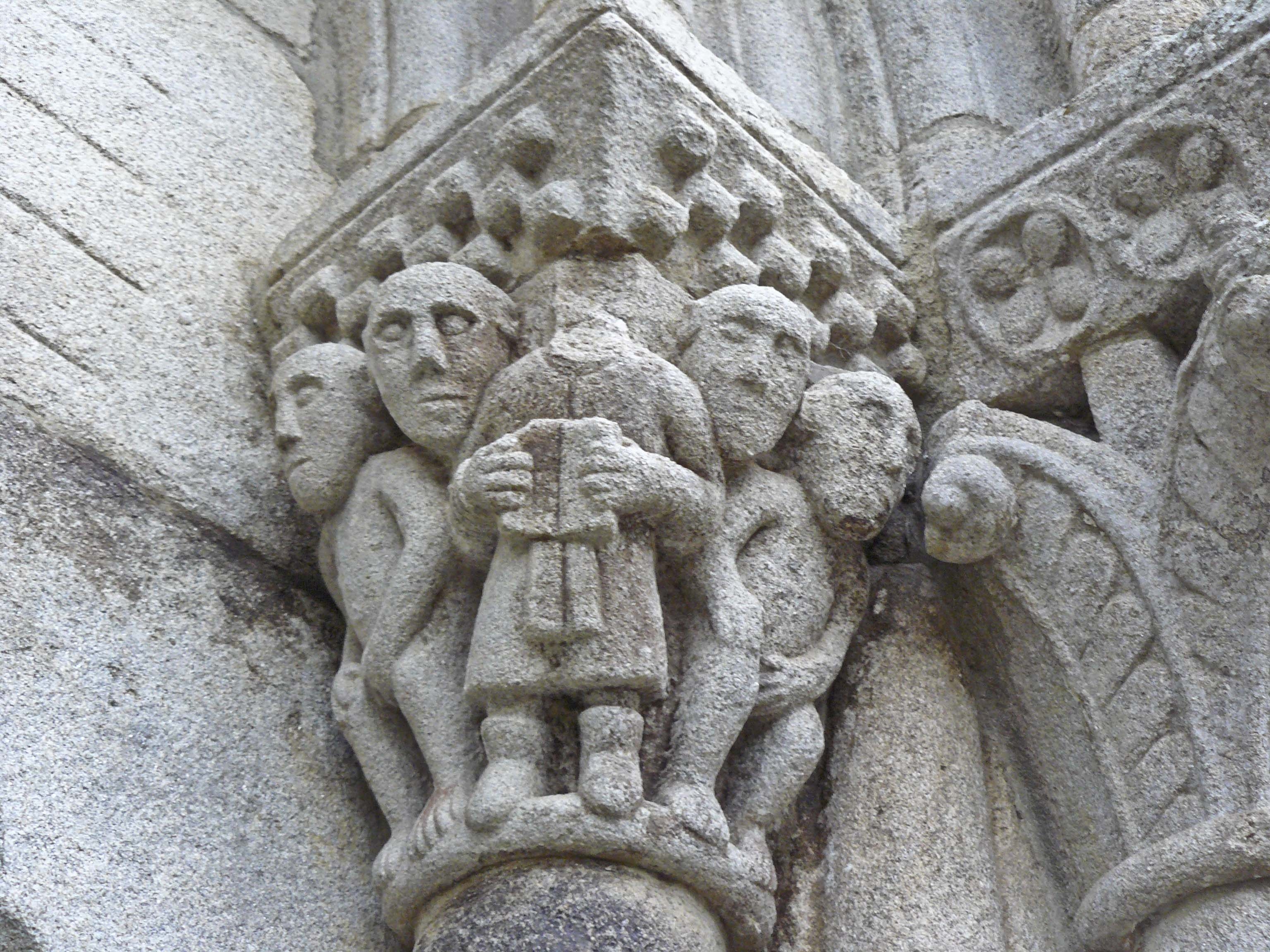
San Pedro de Ansemil.
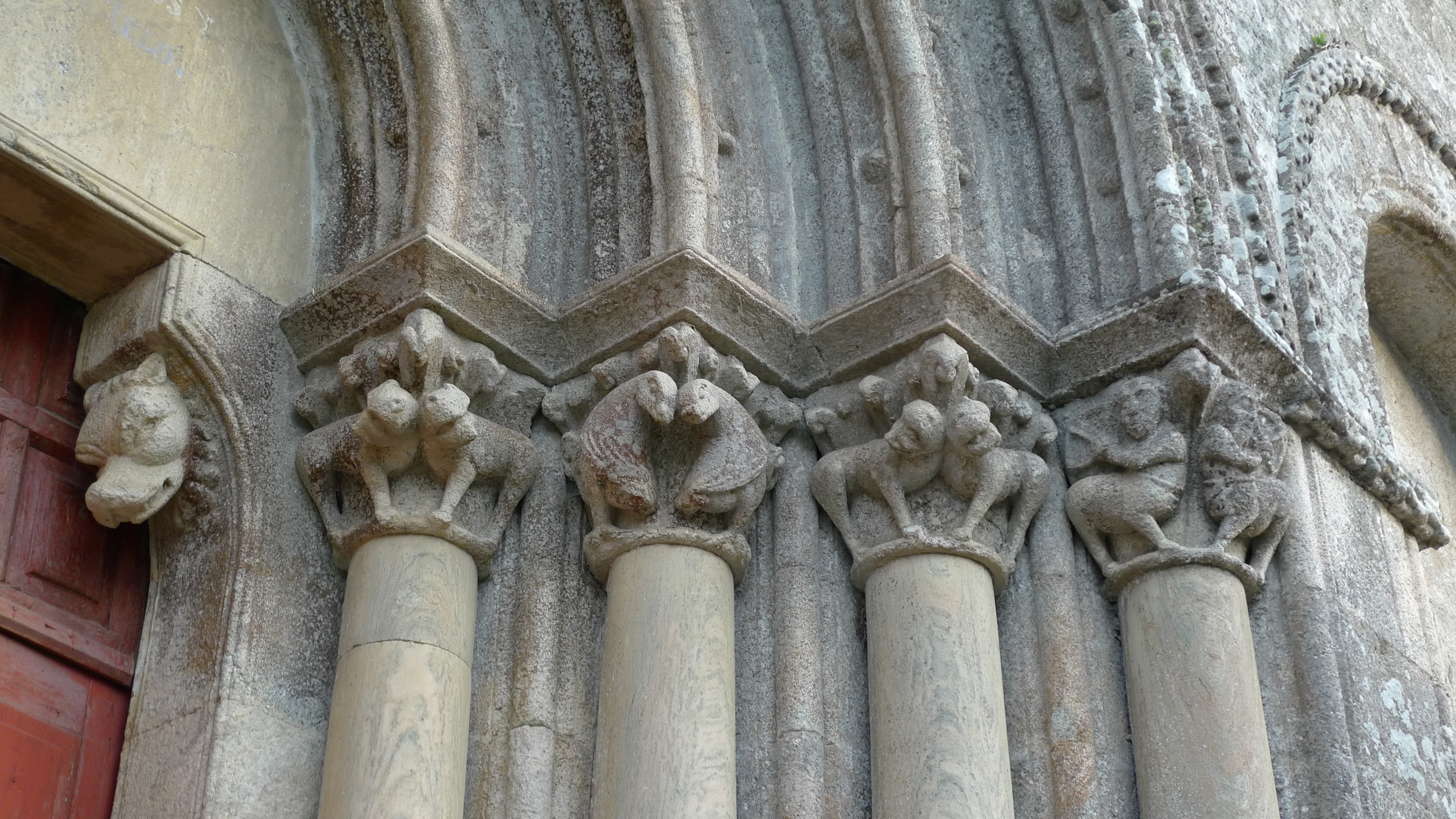
San Paio de Diomondi.
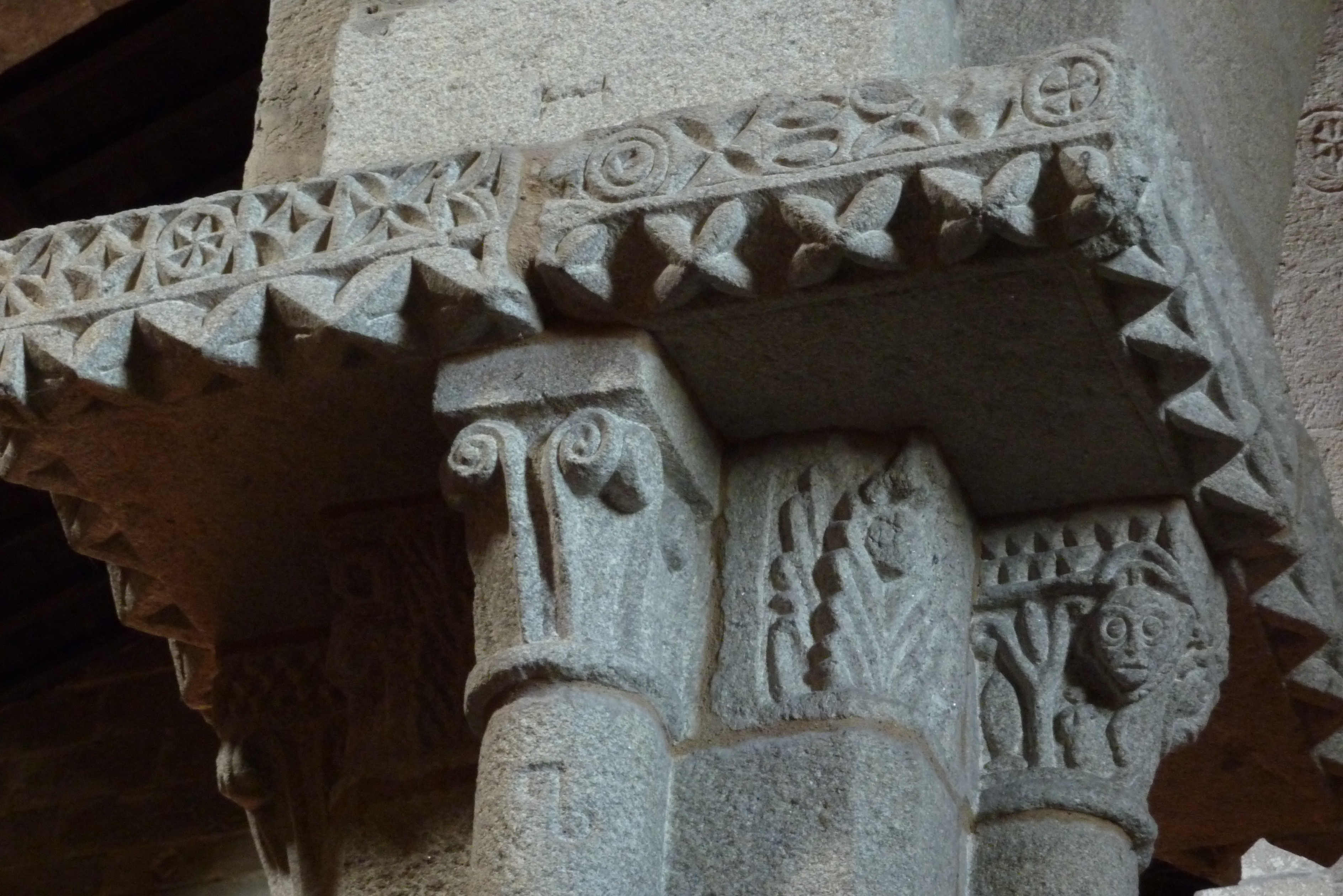
Santa María de Bayona.
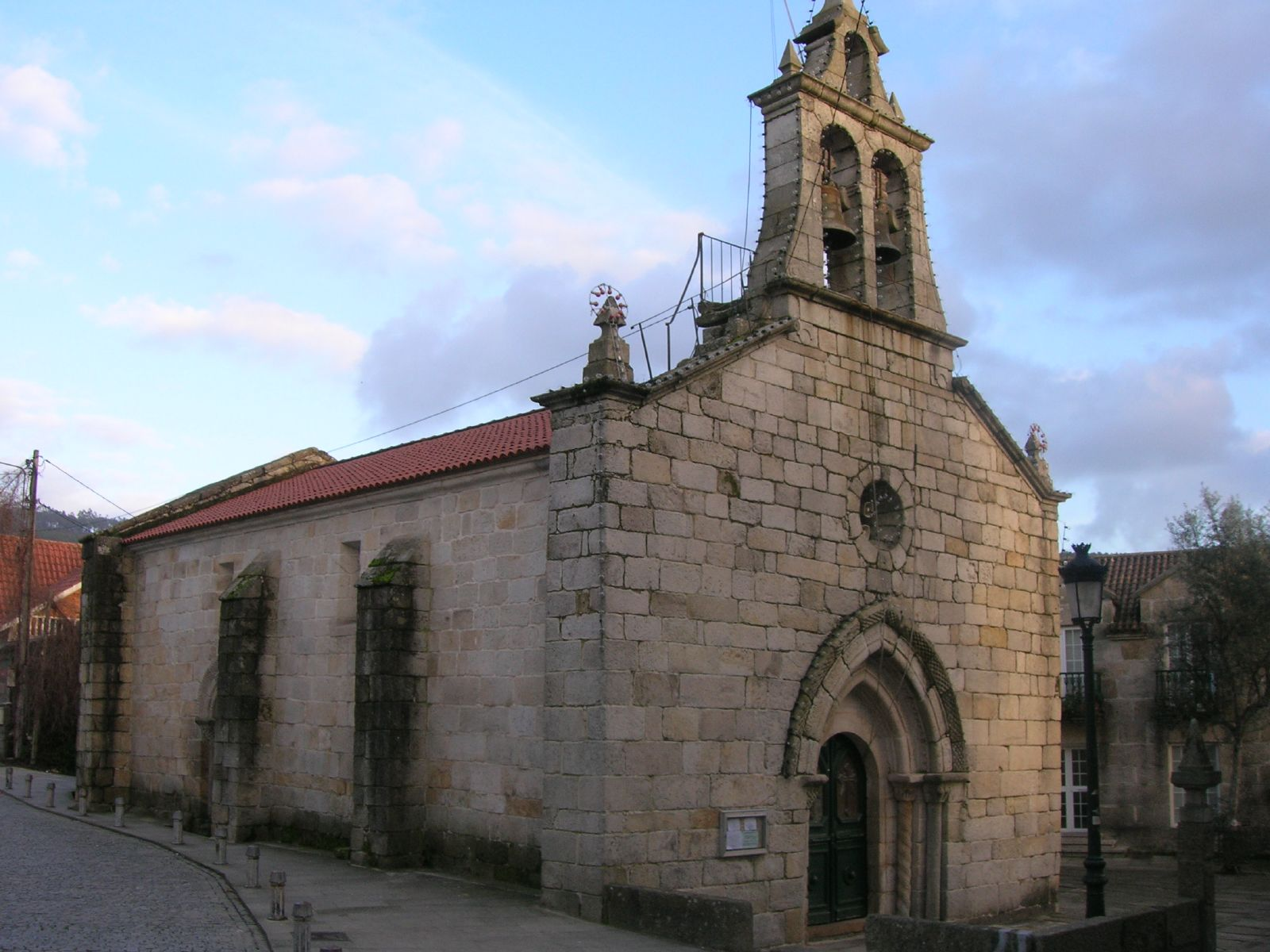
Iglesia de Santiago de Bembrive en Vigo.